# Lophanthera spruceana
Lophantera spruceana é uma árvore que atinge até seis metros de altura, da família Malpighiaceae, endêmica das Florestas de Igarapó da Floresta Amazônica, do estado de Amazonas do Brasil.
Ela foi descrita pelo botânico alemão Karl Franz Josef Niedenzu em 1914.

## Morfologia

### Geral
A L. spruceana tem porte arbustivo ou de arvoreta e atinge até seis metros de altura.

### Folha
Sua lâmina foliar possui formato elíptico, ou levemente obovada ou ovada com base obtusa ou atenuada, ápice acuminado, margem revoluta e atinge dimensões de 15 a 22 por cinco a dez centímetros de comprimento e largura respectivamente.
A face adaxial é glabra.
A face abaxial é esparsamente serícea e possui comumente duas glândulas maiores impressas na base e glândulas menores alinhadas em cada lado.
Seu pecíolo é serício a glabro, eglandular e atinge de 2,0 a 207 milímetros de comprimento.
Suas estípulas são conadas e atingem de um e meio a três milímetros de comprimento.

### Inflorescência
Sua inflorescência é ereta, possui tirso terminal ou raramente axilar de cincínios com uma a cinco flores e atinge de  cinco a quinze centímetros de comprimento.
O pedúnculo principal atinge de quatro a onze milímetros de comprimento.
As brácteas são triangulares e atingem de um a dois milímetros de comprimento.
As bractéolas são semelhantes às brácteas e uma delas possui uma glândula séssil que cobre a maior parte da face abaxial.
O pedicelo é seríceo e atinge de quatro a seis milímetros de comprimento.
As sépalas são de seríceas a glabras na face abaxial, ciliadas na margem, todas biglândulares ou raramente uma das sépalas anterolaterais são eglandulares e estendem-se de um a dois milímetros de comprimento além das glândulas.
As pétalas são glabras, possuem coloração branca ou rosea e atingem de cinco a oito milímetros de comprimento.
As pétalas posteriores são maiores e apresentam o limbo mais largo que as pétalas laterias.
Os estames possuem filetes que atingem de um e meio a dois milímetros de comprimento.
As anteras atingem de um e meio a dois milímetros de comprimento e alas laterais com 0,3 a 0,6 milímetros de largura.
A parte feminina da flor possui ovário densamente seríceo de um milímetro de comprimento aproximado e estiletes com comprimento de dois a dois e meio milímetros.
Seu fruto é uma tricoca oivoide, serícea, de oito a dez por cinco a seis milímetros de comprimento por diâmetro respectivamente.